# Spaniblennius riodourensis
Spaniblennius riodourensis е вид бодлоперка от семейство Blenniidae.

## Разпространение и местообитание
Видът е разпространен в Западна Сахара, Испания (Канарски острови), Мавритания и Мароко.
Обитава океани и морета. Среща се на дълбочина от 17 до 30 m.

## Описание
На дължина достигат до 5,1 cm.